# Yêdamaria
Yeda Maria Correia de Oliveira, de nome artístico Yêdamaria (Salvador, 1932 - Salvador, 27 de março de 2016), foi uma artista plástica afro-brasileira, com obras expostas no Brasil e no exterior. É conhecida pelos seus quadros, gravuras e colagens de paisagens, marinhas e naturezas-mortas de influência africana.

## Vida e carreira
Yedamaria nasceu em Salvador, filha única de Elias Félix de Oliveira e Theonila da Silva Correa. Aos seis anos, ficou órfã de pai. Após terminar o ensino secundário, entrou na Escola de Belas Artes da Bahia. Em 1956, enquanto estudava na instituição, inscreveu um quadro no Salão Baiano de Artes Plásticas, Barcos da água de meninos, pelo qual recebeu menção honrosa.
Em 1962 cursou gravura no Rio de Janeiro, na Escolinha de Artes  do Brasil de Augusto Rodrigues e Lucia Alencastro Valentim; volta à Bahia no mesmo ano, estudando com Henrique Oswald. A partir de 1969 suas obras passam a incuir  elementos de religiões afro-brasileiras, com representações de orixás, em especial Iemanjá.
Em 1972 tornou-se professora de desenho e gravura da Universidade Federal da Bahia.  Em 1977 Yêdamaria cursou mestrado na Illinois State University, nos Estados Unidos. Voltou ao Brasil em 1982.

## Morte
Yedamaria foi encontrada morta em 27 de março de 2016, em seu apartamento em Salvador.

## Exposições selecionadas
- 1962 - Festival de Artes de Ouro Preto
- 1966- Primeira Bienal Nacional da Bahia
- 1990 -Celebração da Cultura Latino-Americana no Museu de Ciência de Buffalo, EUA
- 1991- Retrospectiva na Art Gallery of California State University, Northridge, Califórnia, EUA
- 2013 - A Nova Mão Afro-Brasileira- Museu Afro Brasil, São Paulo